# Большеугреньовська сільська рада
Большеугреньо́вська сільська рада (рос. Большеугренёвский сельский совет) — сільське поселення у складі Бійського району Алтайського краю Росії.
Адміністративний центр та єдиний населений пункт — село Большеугреньово.

## Населення
Населення — 763 особи (2019; 894 в 2010, 930 у 2002).